# Плътност
Плътността на определена физична величина представлява стойността на тази величина в единица обем (обемна плътност), единица площ (повърхностна плътност) или единица дължина (линейна плътност). Измерителната единица зависи от съответната физична величина. Най-често, когато не е указано изрично друго, самостоятелният термин плътност се отнася за масовата обемна плътност на определено вещество или тяло.

## Определение за масова плътност и измерителни единици
В частност, средната масова плътност {\displaystyle \rho } на едно тяло е отношението на масата му (m) към заемания от него обем (V):
{\displaystyle \rho ={\frac {m}{V}}}
Когато тялото е нехомогенно, масовата плътност зависи от пространствените координати и в точка с радиус-вектор {\displaystyle {\vec {r}}} се задава с израза
{\displaystyle \rho ({\vec {r}})={\frac {dm}{dv}}},
където {\displaystyle dm} е масата на елементарен обем {\displaystyle dv} с координати {\displaystyle {\vec {r}}}. В такъв случай масата на тялото се задава с интеграла по обема {\displaystyle V} на тялото:
{\displaystyle m=\int _{V}\rho ({\vec {r}})dv}.
Основна измерителна единица в система SI е kg/m3. Често се използва и единицата g/cm3, като 1 g/cm3=1000 kg/m3.
Реципрочната стойност на масовата плътност се нарича специфичен обем и се използва често в термодинамиката.
Относителната масова плътност е безразмерна величина, която представлява отношението на плътността на тялото и тази на определен материал (вода, въздух).

## Изменение на масовата плътност
Плътността на едно тяло може да бъде изменена при промяна или на налягането или на температурата му. Повишаване на налягането винаги води до увеличаване на плътността. Повишаването на температурата почти винаги води до намаляване на плътността. Съществуват изключения от последното правило – водата например повишава плътността си между температурата на топене (0 °C) и 4 °C. Подобно поведение се наблюдава и при силиция при ниски температури.
Изменението на налягането и температурата на течности и твърди тела води до сравнително малки изменения на плътността, докато при газовете (и по-точно за идеален газ) се определя от закона на Бойл
{\displaystyle \rho ={\frac {MP}{RT}}}
където {\displaystyle R} е универсалната газова константа, {\displaystyle P} е налягането, {\displaystyle M} е моларната маса, {\displaystyle T} е абсолютната температура.
Иридият е най-плътният материал при стандартни температурни условия и налягане.

## Плътност на примерни вещества и материали
| Водород:            | 0,0899 kg/m3 |
| Хелий:              | 0,1785 kg/m3 |
| Кислород:           | 1,429 kg/m3  |
| Въглероден диоксид: | 1,977 kg/m3  |
| Въздух:             | 1,29 kg/m3   |
| Вода:               | 998 kg/m3    |
| Бетон:              | 2400 kg/m3   |
| Стомана:            | 7850 kg/m3   |
| Живак:              | 13 546 kg/m3 |
| Злато:              | 19 300 kg/m3 |